# 高橋操
高橋 操（たかはし みさお、1955年〈昭和30年〉2月9日 - ）は、日本の政治家、元千葉県四街道市長（2期）。歯科医師。

## 来歴
千葉県出身。日本歯科大学卒。歯科医院を開業する。2000年、四街道市長選挙に立候補し、現職の中台良男を破って、初当選する。2004年は再び立候補した中台ら2人を破って再選。2010年の市長選挙は建設を進めようとした地域交流センターや保育所民営化が争点となり、NPO法人理事の小池正孝に150票差で敗れて落選した。